# Gregg Wramage
Gregg Wramage (Belmar (New Jersey), 13 juni 1970) is een Amerikaans componist en muziekpedagoog.

## Levensloop
Wramage studeerde vanaf 1990 aan de Manhattan School of Music in New York bij onder andere Richard Danielpour, waar hij zowel zijn Bachelor of Music alsook zijn Master of Music behaalde. Vervolgens studeerde hij bij David Del Tredici en George Tsontakis aan de City University New York (CUNY) en promoveerde aldaar tot Doctor of Musical Arts (DMA). Hij deed verdere studies bij Joan Tower, Steven Stucky, David Liptak, Michael Daugherty en Christopher Rouse.
Hij was docent aan het Queens College van de City University New York (CUNY), aan de Rutgers, Staatsuniversiteit van New Jersey in Camden (New Jersey), aan de Mason Gross School of the Arts, de Aaron Copland School of Music, het Westminster Choir College en is tegenwoordig aan het Caldwell College in Caldwell (New Jersey) als docent werkzaam.
Als componist schreef hij werken voor verschillende genres en kreeg ervoor verschillende prijzen en onderscheidingen, zoals de Copland House Sylvia Goldstein Award in 2007, de eerste prijs in de Third Millennium Ensemble Composers Competition en de Aspen Music Festival Jacob Druckman Composition Prize.

## Composities

### Werken voor orkest
- 1998-2000 Deep Midnight, voor orkest
- 2003 in shadows, in silence
- 2004 Remember Death "The Hemingway Summer"
- 2006 Death in Winter - Symphony No. 1, voor orkest
  1. Prologue
  2. Snow Games (Moderato)
  3. Murder-Suicide (Allegro) - Flashforward
  4. Driving Past the House (Adagio)
  5. Epilogue
- 2006 La tristesse durera, voor orkest (gecomponeerd naar de schilderij "De kapel van Nuenen met kerkgangers" van Vincent van Gogh (1884))

### Werken voor harmonieorkest
- 2000 The Last Days of Summer
- 2005 Brothers

### Muziektheater

#### Opera's
| Voltooid in | titel            | aktes   | première | libretto                                        |
| ----------- | ---------------- | ------- | -------- | ----------------------------------------------- |
| 2005        | The Sunset Maker | 1 scène |          | Donald Justice                                  |
| 2007        | Death in Summer  | 2 aktes |          | Paul Bentley, naar een novel van William Trevor |

### Vocale muziek
- 1999 Into the Black Oblivion, voor bariton en kamerensemble - tekst: Donald Justice, "Psalm and Lament" (in memoriam voor zijn vader: Victor Louis Wramage (1929-1997))
- 2002 Mourning Songs, zangcyclus voor zangstem en piano - tekst: Donald Justice
- 2003-2004 Familiar Clouds, zangcyclus voor sopraan en piano - tekst: Donald Justice
  1. On the Death of Friends in Childhood
  2. Landscape with Little Figures
  3. Presences
- 2006 already in memory, zangcyclus voor bariton, dwarsfluit (ook: altfluit en piccolo), klarinet (ook: basklarinet), viool, cello en piano - tekst: Donald Justice
  1. Children Walking Home from School Through Good Neighborhood
  2. Sonnet to My Father
  3. Absences

### Kamermuziek
- 1998 Brilliant Mirrors, voor blazerskwintet
- 2002 in shadows, in silence, voor dwarsfluit (ooK. altfluit, piccolo), klarinet (ook: Es klarinet, basklarinet), 1 slagwerk, piano, viool en cello

### Werken voor piano
- 1996 La tristesse durera
- 2002 Bagatelle
- 2002 Seven Solitudes